# Haloa (mollusque)
Genre
Haloa est un genre de mollusques gastéropodes de la famille des Haminoeidae. 

## Liste des espèces
Selon World Register of Marine Species (8 mai 2024) :
- Haloa aptei  (Bharate, Oskars, Narayana, Ravinesh, Biju Kumar & Malaquias, 2018)
- Haloa cobbi  Oskars & Malaquias, 2022
- Haloa constricta  (A. Adams, 1850)
- Haloa crocata (Pease, 1860)
- Haloa eora  Oskars & Malaquias, 2022
- Haloa japonica (Pilsbry, 1895)
- Haloa musetta (Er. Marcus & J. B. Burch, 1965)
- Haloa nigropunctata (Pease, 1868)
- Haloa pemphis (R. A. Philippi, 1847)
- Haloa petersi  (E. von Martens, 1879)
- Haloa wallisii (J. E. Gray, 1825)
- Haloa zanzibarica  (Vanatta, 1901)